# 李晋有
李晋有（1941年—），男，汉族，河北青县人，中华人民共和国政治人物，曾任《人民日报》社副社长，国家民委副主任，第十届全国政协委员。